# Пограничная полоса (фильм)
Пограничная полоса (англ. Borderline) — американский боевик 1980 года.

## Сюжет
Декабрь 1979 года. Джеб Мейнард — начальник пограничного поста американо-мексиканской границы в двадцати милях на восток от Сан-Диего. Через границу непрерывным потоком переправляются наркотики и нелегальные иммигранты. Нелегалов сопровождают опытные проводники, которые зарабатывают на этом серьёзные деньги. Но однажды на шоссе убивают офицера-пограничника Джексона, товарища Мейнарда, и мексиканского мальчика. ФБР считает, что это сделали наркоторговцы, но Мейнард уверен, что убийства — дело рук одного из новых и жестоких проводников. Джеб решает найти убийцу и отомстить за смерть друга.